# Stina Nordenstam
Kristina Ulrika Nordenstam (Estocolmo, 4 de marzo de 1969), más conocida por su nombre artístico Stina Nordenstam, es una cantautora y productora discográfica sueca. Es conocida por su canción «Little Star», que aparece en la película de Baz Luhrman Romeo + Julieta.

## Biografía
Nordenstam nació en Estocolmo el 4 de marzo de 1969. Cuando era niña, fue muy influenciada por la colección de jazz y música clásica de su padre. Su álbum debut, Memories of a Color, fue lanzado en 1991. Le siguió el álbum And She Closed Her Eyes que fue lanzado en 1994 y nombrado el mejor álbum sueco de todos los tiempos por Sonic en su lista de 2013 de los 100 mejores álbumes suecos. Dynamite de 1997 inició un camino más experimental: la mayor parte del álbum estaba lleno de guitarras distorsionadas y ritmos inusuales.[cita requerida] En 1998, Nordenstam lanzó People Are Strange, un álbum de versiones que siguió una línea similar. En 2001, exploró un sonido más influenciado por el pop en This Is Stina Nordenstam, que contó con la colaboración vocal de Brett Anderson como invitado. El álbum de Nordenstam de 2004, The World Is Saved, continuó el camino marcado en This Is... , y es su último álbum a 2023.
Aparece en dos canciones de la banda inglesa Nine Horses, en el álbum Snow Borne Sorrow y en el EP Money for All. También prestó su voz para la canción "Ask the Mountains" de Vangelis, "To the Sea" de Yello y una colaboración con Anton Fier. En 2000, Nordenstam participó en una canción del segundo álbum de la banda danesa de rock progresivo Mew, Half the World Is Watching Me. La canción fue regrabada más tarde para el debut internacional de la banda, Frengers. La voz de Nordenstam en su canción "A Walk in the Park" se usó como muestra para dos canciones del dúo electrónico canadiense Crystal Castles, "Violent Dreams" y "Vietnam".
En 2013, Nordenstam presentó una instalación sonora en el festival de música Way Out West. Al año siguiente, en 2014, fue una de las 12 primeras personas en ser incluidas en el Salón de la Fama de la Música Sueca.
Nordenstam es autista.

## Estilo musical
La voz de Nordenstam fue calificada de "delicada", "seria" y "valiente" por Autostraddle. El Irish Times describió la voz de Nordenstam como "infantil", con tonos "susurrados y frágiles" y un timbre "suave y gentil", contrastándola con su sonido "poderoso e inconmensurable". Su voz fue descrita por Adam Brent Houghtaling, autor de This Will End in Tears: The Miserablist Guide to Music, como "muy frágil" y "tenue", y afirmó que su música "fusiona mucho jazz, folk y pop ambiental". Su música también ha sido descrita como avant-pop. Sally Shapiro ha mencionado a Nordenstam como una influencia en su música.

## Discografía

### Álbumes de estudio
| Título                   | Detalles                                                                                              | Posicioes máximas en listas | Posicioes máximas en listas |
| Título                   | Detalles                                                                                              | Suecia                      | Francia                     |
| ------------------------ | --- | --------------------------- | --------------------------- |
| Memories of a Color      | - Lanzamiento: 1991 - Sello: Telegram, Caprice, East-West - Formatos: CD, LP, casete                  | 27                          | —                           |
| And She Closed Her Eyes  | - Fecha de lanzamiento: 18 de abril de 1994 - Sello: Telegram, East-West - Formatos: CD, LP, casete   | 5                           | —                           |
| Dynamite                 | - Fecha de lanzamiento: 13 de septiembre de 1996 - Sello: Telegram, East-West - Formatos: CD, casete  | 17                          | —                           |
| People Are Strange       | - Fecha de lanzamiento: 23 de abril de 1998 - Sello: East-West - Formatos: CD, CD-R                   | —                           | —                           |
| This Is Stina Nordenstam | - Fecha de lanzamiento: 5 de noviembre de 2001 - Sello: Independiente - Formatos: CD, CD-R, DVD       | 26                          | 135                         |
| The World Is Saved       | - Fecha de lanzamiento: 1 de enero de 2004 - Sello: V2, P-Vine, Beacon Sound - Formatos: CD, LP, CD-R | 5                           | 119                         |

### EP
| Título                                   | Detalles del álbum                                                                     |
| ---------------------------------------- | -------------------------------------------------------------------------------------- |
| The Photographer's Wife (con Anton Fier) | - Fecha de lanzamiento: agosto de 1996 - Sello: Telegram, East-West - Formatos: CD, LP |

### Individual

#### Como artista principal
| Título                  | Año  | Posiciones máximas en listas | Posiciones máximas en listas | Álbum                    |
| Título                  | Año  | Suecia                       | Reino Unido                  | Álbum                    |
| ----------------------- | ---- | ---------------------------- | ---------------------------- | ------------------------ |
| "Memories of a Color"   | 1992 | —                            | —                            | Memories of a Color      |
| "Another Story Girl"    | 1993 | —                            | —                            | Memories of a Color      |
| "Little Star"           | 1993 | —                            | —                            | And She Closed Her Eyes  |
| "Something Nice"        | 1994 | —                            | 100                          | And She Closed Her Eyes  |
| "Dynamite"              | 1997 | —                            | —                            | Dynamite                 |
| "People Are Strange"    | 1998 | —                            | —                            | People Are Strange       |
| "Sharon & Hope"         | 2002 | —                            | —                            | This Is Stina Nordenstam |
| "Get On with Your Life" | 2004 | 35                           | —                            | The World Is Saved       |
| "Parliament Square"     | 2005 | —                            | —                            | The World Is Saved       |

#### Como artista invitado
| Título                                              | Año  | Posiciones máximas en el gráfico | Posiciones máximas en el gráfico | Posiciones máximas en el gráfico | Posiciones máximas en el gráfico | Álbum           |
| Título                                              | Año  | Suecia                           | Dinamarca                        | Suiza                            | Reino Unido                      | Álbum           |
| --------------------------------------------------- | ---- | -------------------------------- | -------------------------------- | -------------------------------- | -------------------------------- | --------------- |
| "Ask the Mountains" (Vangelis ft. Stina Nordenstam) | 1996 | —                                | —                                | —                                | 77                               | Voices          |
| "To the Sea" (Yello ft. Stina Nordenstam)           | 1997 | 48                               | 83                               | 23                               | —                                | Pocket Universe |

### Apariciones de invitados
- Fleshquartet: «Dancin' Madly Backwards», «It Won't Hurt Me», «Walk» y «Someone like Me» de Flow (1993)
- Zbigniew Preisner – Aberdeen: Original Film Soundtrack (2000)
- Mew – "Her Voice Is Beyond Her Years" de Half the World Is Watching Me (2000)
- Mew – "Her Voice Is Beyond Her Years" de Frengers (2003)
- Nine Horses – “"Wonderful World" de  Snow Borne Sorrow (2005)
- Filur – "Into the Wasteland" de Into the Wasteland
- Nine Horses – "Wonderful World (Burnt Friedman Remix)" y "Birds Sing for Their Lives" de Money for All (2007)